# Galeria Nacional d'Art Modern d'Escòcia
La Galeria Nacional d'Art Modern d'Escòcia (Scottish National Gallery of Modern Art, en anglés) és una de les cinc Galeries Nacionals escoceses, dedicada a l'art modern i situada a Edimburg. Quan fou inaugurada el 1960, la col·lecció va ser allotjada a l'Iverleith House, al Reial Jardí Botànic d'Edimburg. El 1980 va ser traslladada a la seua ubicació actual, un edifici neoclàssic a l'oest de la ciutat, prop del Water of Leith, construït entre el 1825 i el 1828 per William Burn per al John Watson's Hospital, una escola incorporada a hores d'ara al George Watson's College.
El jardí d'escultures situat al davant de l'edifici conté obres de Henry Moore, Rachel Whiteread, Tony Cragg i Barbara Hepworth. El 2002 la gespa davantera fou convertida en l'escultura gegant Landform per Charles Jencks, en col·laboració amb Terry Farrell i Duncan Whatmore. L'escultura estaria inspirada en la teoria del caos o la pintura de Georges Seurat Un dimanche après-midi à l'Ile de la Grande Jatte. El 2004ok la Galeria va guanyar el Premi Gulbenkian per aquesta escultura.
La col·lecció inclou obres de Pablo Picasso, Georges Braque, Piet Mondrian, Ben Nicholson, Henri Matisse, Andy Warhol, Roy Lichtenstein, el grup The Scottish Colourists, Peter Howson, Levannah Harris, Francis Bacon, Lucian Freud, la Boyle Family i Douglas Gordon. A causa de les restriccions d'espai, es practica la rotació en l'exhibició de les obres. La Galeria acull també exposicions temporals. L'art surrealista i Dadà, així com l'obra d'Eduardo Paolozzi, es troba a la Dean Gallery, adjacent a l'edifici principal de la Galeria Nacional.